# Alepes kleinii
Alepes kleinii es una especie de peces de la familia Carangidae en el orden de los Perciformes.

## Morfología
• Los machos pueden llegar alcanzar los 16 cm de longitud total.

## Distribución geográfica
Se encuentra desde el Pakistán hasta Sri Lanka, costa este de India, Taiwán, Okinawa (Japón), las  Filipinas, Papúa Nueva Guinea y Australia.